# St. Veit (Veitlahm)

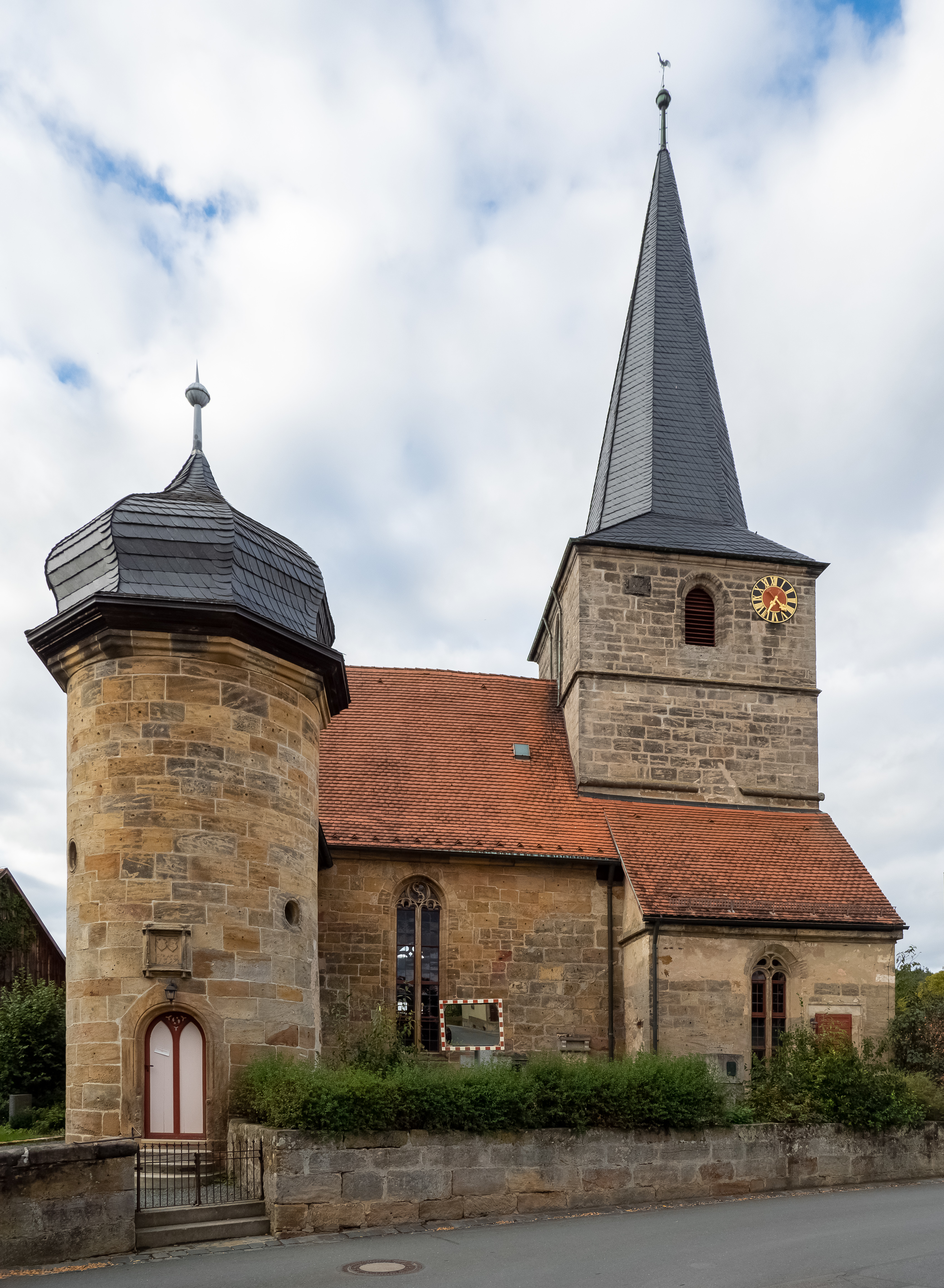
St. Veit (Veitlahm)

Die denkmalgeschützte, evangelisch-lutherische Pfarrkirche St. Veit  steht in Veitlahm, einem Gemeindeteil des Marktes Mainleus im oberfränkischen Landkreis Kulmbach (Bayern). Die Kirche entstand vermutlich im 15. Jahrhundert, Änderungen erfolgten Ende des 17. Jahrhunderts. Die Kirchengemeinde gehört zum Dekanat Kulmbach im Kirchenkreis Bayreuth der Evangelisch-Lutherischen Kirche in Bayern.

## Beschreibung
Die Saalkirche aus Quadermauerwerk wurde wohl im 15. Jahrhundert über einem älteren Kern erbaut. Das Langhaus wurde 1597 verändert, als an der Nordwestecke ein Treppenturm als Zugang zu den Emporen angebaut wurde. Ein freistehender Treppenturm mit einer Brücke zum Langhaus führt zur dortigen Patronatsloge für die von Künsberg. Der Chorturm wurde 1616 um ein Geschoss aufgestockt, das die Turmuhr und den Glockenstuhl beherbergt, und mit einem schiefergedeckten, achtseitigen Knickhelm bedeckt. Über der Sakristei an der Südseite des Chorturms, die innen zum kreuzgewölbten Chor geöffnet ist, befindet sich eine Empore.
Die Kirchenausstattung ist neobarock. Die Orgel mit 16 Registern, zwei Manualen und einem Pedal wurde 1984 unter Opus 151 von Hey Orgelbau gebaut.